# Coopstad en Rochussen
De firma (Van) Coopstad en Rochussen (C&R) was van 1747 tot 1779 een Rotterdamse handelsonderneming/rederij. Ze verscheepte handelsproducten uit Rotterdam, waaronder textiel, vuurwapens en sterke drank, vanuit het Lloydkwartier naar West- en Centraal-Afrika. Daar werden de goederen geruild voor slaven die ze naar Suriname en de Antillen vervoerden, waar ze de slaven ruilden voor koffie en suiker die ze vervolgens naar Nederland verscheepten. Zij was na de Middelburgsche Commercie Compagnie de grootste slavenhandelsmaatschappij van Nederland.

## Geschiedenis
Tussen 1747 en 1750 associeerden Herman van Coopstad en Isaac Jacobus Rochussen zich tot een scheepvaartfirma, wanneer ze beiden boekhouder zijn van het schip de Liefde. In 1733 was Herman van Coopstad reeds een medereder en in 1736 ook boekhouder (directie) van een schip. Isaac Jacobus Rochussen is van een bekend Zeeuws geslacht en was lid van de Admiraliteit van de Maeze.
Op 30 oktober 1769 richt Coopstad met Herman Oostendorp een contract van compagnieschap (los van de firma Coopstad en Rochussen) met als doel het drijven van handel, onder andere op de Middellandse Zee met Smyrna (Izmir).
De firma houdt zich vanaf 1750 bezig met slavenhandel en drijft rechtstreeks handel met Suriname. Later is de firma ook actief met plantageleningen.
Coopstad overlijdt op 16 september 1772. Op 28 april 1775 sluit Isaac Jacobus Rochussen met Herman Oostendorp een contract van compagnieschap voor de twee negotiaties (uitstaande geldleningen op plantages) van Coopstad en Rochussen, waarbij de naam van de firma gehandhaafd blijft. Daarnaast houden ze op eigen rekening een aandeel in verschillende schepen.
In 1776 gaat het slecht met de negotiaties en voldoen de planters niet aan hun (betalings)verplichtingen. Op 4 en 6 december 1779 verklaren Rochussen en Oostendorp hun compagnieschap ontbonden.

## Familienetwerk
Herman van Coopstad (1708-1772) en Isaac Jacobus Rochussen (1720-1797) waren aan elkaar verwant. Rochussen trouwde namelijk met het nichtje van Herman van Coopstad. In 1749 trouwde Rochussen met Esther Hudig (1729-1822), dochter van Jan of John Hudig (1702-1745) en Maria Geertruid van Coopstad (1710-1776). In deze tijd was het niet verwonderlijk dat welvarende families in eigen kring trouwden.
Ook de familie Baelde was verbonden aan beide families, via de rijke koopman en makelaar Michiel Baelde (1694-1770), die via zijn tweede echtgenote Maria Geertruid van Coopstad (1710-1776), de zwager was van Herman van Coopstad, de stiefvader van Esther Hudig (en Ferrand Whaley Hudig) en de stiefschoonvader van Isaac Jacobus Rochussen. 

## Slavenvaart
Met het vervallen van het alleenrecht van de West-Indische Compagnie (WIC) op de slavenhandel in 1730 kregen Coopstad & Rochussen het recht die handel over te nemen. In de periode van 1747 tot 1777 heeft de firma met drie schepen ongeveer 65 slaventransporten gedaan. Per reis had een schip gemiddeld 310 slaven aan boord en zijn er door de schepen van Coopstad en Rochussen ongeveer 20.000 slaven onder slechte omstandigheden vervoerd van de Westafrikaanse kust naar de Nederlandse plantages in Suriname en op de Nederlandse Antillen. Slaven hadden daarbij een ruimte van 180 bij 40 centimeter, slavinnen een ruimte van 175 bij 40 centimeter en tot slaaf gemaakte kinderen hadden nog minder ruimte.

## Archief
De administratie van de firma bevindt zich in het Gemeentearchief Rotterdam.